# Roland Alphonso
Roland Alphonso född 12 januari 1931 i Havanna, Kuba, död 20 november 1998 i Los Angeles, USA, var en jamaicansk musiker. 
Hans mor var jamaican och hans far kuban och han flyttade till Jamaica vid 2 års ålder. Alphonso var en av originalmedlemmarna i skagruppen The Skatalites där han spelade tenorsaxofon 1963–1965. Han bildade sedan och ledde The Soul Vendors. Han släppte även musik som soloartist. Från 1974 spelade han åter i The Skatalites som återbildats med de flesta av originalmedlemmarna. 1977 tilldelades han en jamaicansk Order of Distinction, en hedersutmärkelse. Alphonso var aktiv som musiker fram till sin död 1998, han avled efter att två blodkärl brustit i huvudet efter en konsert i USA.